# Asthenolabus agilis
Asthenolabus agilis är en stekelart som först beskrevs av Cresson 1877.  Asthenolabus agilis ingår i släktet Asthenolabus och familjen brokparasitsteklar. Inga underarter finns listade.